# Chelmon marginalis
Chelmon marginalis là một loài cá biển thuộc chi Chelmon trong họ Cá bướm. Loài này được mô tả lần đầu tiên vào năm 1842.

## Từ nguyên
Tính từ định danh marginalis trong tiếng Latinh có nghĩa là "viền ở rìa", hàm ý đề cập đến dải màu xanh lam và cam ở rìa vây lưng và vây hậu môn của loài cá này.

## Phạm vi phân bố và môi trường sống
C. marginalis là loài đặc hữu của vùng biển phía bắc nước Úc: từ quần đảo Houtman Abrolhos (Tây Úc) vòng qua phía bắc trải dài đến phía bắc rạn san hô Great Barrier (Queensland).
C. marginalis sinh sống trên các rạn viền bờ (bao gồm cả những khu vực sườn dốc) và bờ biển xung quanh các đảo, thường được tìm thấy ở độ sâu đến ít nhất là 30 m.

## Mô tả
Chiều dài lớn nhất được ghi nhận ở C. marginalis là 18 cm. Mõm dài và nhọn. C. marginalis có kiểu hình khá giống với Chelmon rostratus, nhưng C. marginalis chỉ có hai dải sọc hẹp màu cam ở đầu (băng qua mắt) và thân trước. Hai dải sọc cam này có viền đen nổi bật. Ở thân sau có một dải rộng hơn màu cam nhạt hơn. Vây lưng và vây hậu môn có màu vàng, một dải màu xanh lam gần rìa. Vây bụng màu vàng cam, có các tia màu trắng. Trên cuống đuôi cũng có một dải màu cam; vây đuôi trong mờ, màu trắng. Cá con của C. marginalis có đến bốn dải màu cam và thêm một đốm đen lớn trên vây lưng.
Số gai ở vây lưng: 9–10; Số tia vây ở vây lưng: 29–33; Số gai ở vây hậu môn: 3; Số tia vây ở vây hậu môn: 21–22; Số tia vây ở vây ngực: 16; Số gai ở vây bụng: 1; Số tia vây ở vây bụng: 5.

## Sinh thái học
Thức ăn của C. marginalis bao gồm cua, giun nhiều tơ và một số loài thủy sinh không xương sống. Chúng sống đơn độc và ghép đôi vào mùa sinh sản.

## Thương mại
C. marginalis hầu như không được xuất khẩu trong ngành buôn bán cá cảnh.